# 迪克西国家森林

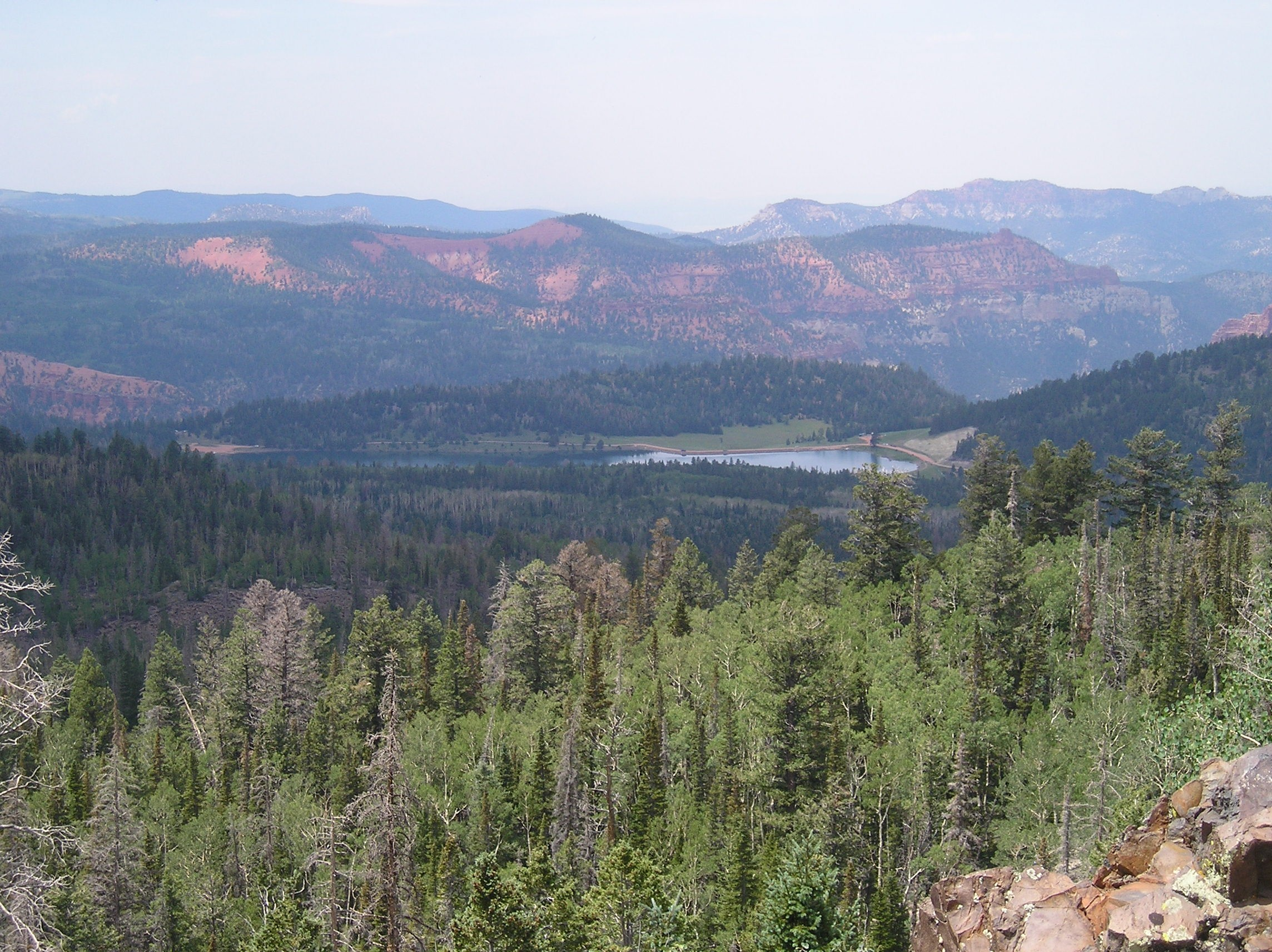
从Yankee Meadow Overlook观望迪克西国家森林

迪克西国家森林是犹他州的一座美国国家森林，行政中心位于雪松城。森林面积1,889,106英畝（764,494公頃），向南犹他州的方向延伸约170英里（270）。迪克西国家森林是犹他州最大的国家森林，位于大盆地和科羅拉多河之间。依照林地面积从多到少排名，森林地处加菲爾德縣、華盛頓縣、艾昂縣、凯恩县、韋恩縣和派尤特縣之中，其中主体林地（超过55%）位于加菲爾德縣。此外，森林也有森林巡逻站区域办公室，分别位于雪松城、埃斯卡兰特、潘圭奇、圣乔治和蒂斯黛尔。